# Johann Christoph Bohl

Dissertatio epistolica, 1744

Johann Christoph Bohl (Königsberg (Prussia), 16 novembre 1703 – 29 dicembre 1785) è stato un medico tedesco.

## Biografia
Studiò dal 1719 all'università di Königsberg, poi all'università di Lipsia e dal Il 20 settembre 1725 all'università di Leida dove fu allievo di Herman Boerhaave e collega di Albrecht von Haller. Ottenne il dottorato il 26 luglio 1726 e rimase quattro anni ad Amsterdam presso Frederik Ruysch, per poi tornare a Königsberg il 15 agosto 1730, esercitandovi quindi la professione.
Dal 23 settembre 1741 fu professore ordinario di medicina della locale università e poi medico di corte. Dopo la morte di Melchior Philipp Hartmann, nel 1766 lo sostituì nella sua cattedra. Ricoprì diverse volte l'ufficio di rettore.

## Opere
- (LA) Johann Christoph Bohl, Dissertatio epistolica de usu novarum cavae propaginum in systemate chylopoeo, Amstelodami, apud Janssonio-Waesbergios, 1744. URL consultato il 4 maggio 2015.